# Сен-Гриед
Сен-Гриед (фр. Saint-Griède) — коммуна во Франции, находится в регионе Юг — Пиренеи. Департамент — Жер. Входит в состав кантона Ногаро. Округ коммуны — Кондом.
Код INSEE коммуны — 32380.

## География

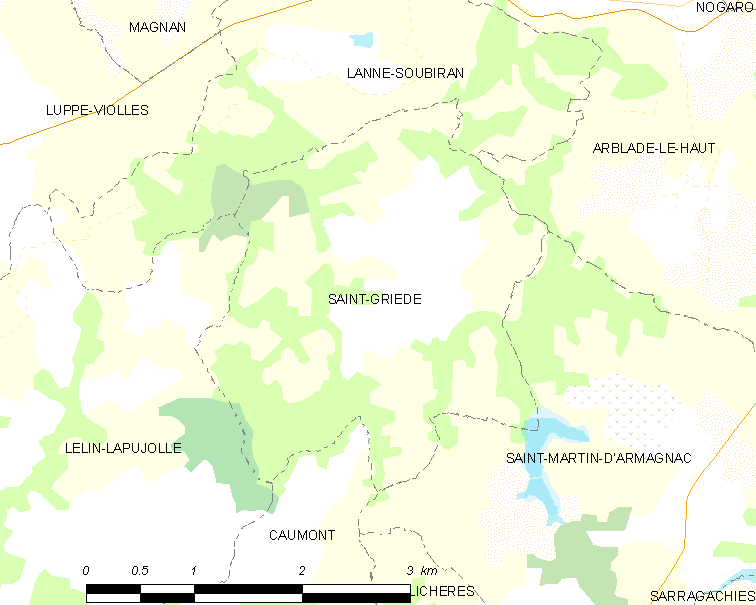
Карта коммуны

Коммуна расположена приблизительно в 600 км к югу от Парижа, в 125 км западнее Тулузы, в 60 км к западу от Оша.

## Климат
Климат умеренно-океанический. Лето жаркое и немного дождливое, температура часто превышает 35 °С. Зимой часто бывает отрицательная температура и ночные заморозки. Годовое количество осадков — 700—900 мм.

## Население
Население коммуны на 2010 год составляло 130 человек.
| 1962 | 1968 | 1975 | 1982 | 1990 | 1999 | 2010 |
| ---- | ---- | ---- | ---- | ---- | ---- | ---- |
| 140  | 133  | 114  | 119  | 118  | 128  | 130  |

## Администрация
| Период | Период | Фамилия          | Партия | Примечания |
| ------ | ------ | ---------------- | ------ | ---------- |
| 2001   | 2020   | Анна-Мари Сен-Пе |        |            |

## Экономика
В 2010 году среди 81 человека трудоспособного возраста (15-64 лет) 59 были экономически активными, 22 — неактивными (показатель активности — 72,8 %, в 1999 году было 67,1 %). Из 59 активных жителей работали 58 человек (30 мужчин и 28 женщин), безработным был 1 мужчина. Среди 22 неактивных 11 человек были учениками или студентами, 3 — пенсионерами, 8 были неактивными по другим причинам.